# Chordodes ferox
Chordodes ferox är en tagelmaskart som beskrevs av Lorenzo Camerano 1897. Chordodes ferox ingår i släktet Chordodes och familjen Chordodidae. Inga underarter finns listade i Catalogue of Life.